# Uğurlu, Derebucak
Uğurlu là một xã thuộc huyện Derebucak, tỉnh Konya, Thổ Nhĩ Kỳ. Dân số thời điểm năm 2011 là 54 người.